# Zaprochilus australis
Zaprochilus australis är en insektsart som först beskrevs av Gaspard Auguste Brullé 1835.  Zaprochilus australis ingår i släktet Zaprochilus och familjen vårtbitare. Inga underarter finns listade i Catalogue of Life.